# Château de Verneuil-sur-Indre
Pour les articles homonymes, voir Château de Verneuil.
Le château de Verneuil-sur-Indre est un château français qui comprend d'une part les restes d'un château remontant au XVe siècle et d'autre part un château de style classique, situé dans l'actuelle commune de Verneuil-sur-Indre, dans l'actuel département d'Indre-et-Loire et la région Centre-Val de Loire. Il fut érigé en marquisat pour la famille Chaspoux en 1746, date probable de la construction du château-neuf.

## Histoire
Dès la fin du IXe siècle ou la première moitié du Xe siècle, Verneuil relève des sires de Buzançais, notamment Sulpice Mille Boucliers. Sa descendante Hersende dame de Buzançais et de Verneuil, fille d'Archambaud Ier de Buzançais et de la fille de Roger le Diable de Montrésor, transmet ses fiefs à son mari Lisois d'Amboise (vers 990-1065), un fidèle du comte Foulque Nerra. La maison d'Amboise, d'abord la branche aînée puis la première branche cadette dite de Berrie, conserve Verneuil jusqu'à Ingelger Ier le Grand (vers 1300-1373).
Ce dernier gratifia son beau-frère Guillaume Ier de Craon (vers 1318-1388) et son neveu Guillaume II de Craon, de ses domaines de La Ferté-Bernard et Verneuil-sur-Indre, qui échurent donc aux Craon-Châteaudun. Par ailleurs, Guillaume II de Craon-Châteaudun, aussi titulaire de Marcillac, épousa en 1372 Jeanne Savary de Montbazon, héritière d'un impressionnant cortège de seigneuries : Sainte-Maure, Nouâtre, et Pressigny (fiefs venus d'Isabelle de Sainte-Maure-Pressigny-Marcillac, arrière-grand-mère de Jeanne de Montbazon), Châteauneuf, Ferrière (?), et les quatre quints de Jarnac de 1342 à 1396 (fiefs venus de Marguerite de Mello-Saint-Bris, grand-mère maternelle de Jeanne de Montbazon), Montbazon, Villandry/Co(u)lombiers, Ferrière-Larçon, Savonnières, Montsoreau, le Brandon, Marnes et Moncontour (venus de Renaud Savary de Montbazon, le père de Jeanne).
Verneuil passa ensuite un moment à deux ducs d'Alençon, Jean Ier (1385-tué en 1415 à Azincourt) et Jean II (1409-1476) (par un engagement ?), et surtout à trois des gendres de Guillaume II de Craon et Jeanne de Montbazon : Guy VIII de La Rochefoucauld dès 1419 (mari de Marguerite de Craon), le chevalier Maurice Mauvinet (mort vers 1404), et Louis Ier Chabot (vers 1370-1422), seigneur de La Grève et Chantemerle (deux époux successifs de Marie de Craon). Marie de Craon et Louis Chabot furent les parents de Thibaud X Chabot de La Grève (1400-tué en 1429 à la bataille de Patay), père lui-même de Louis II Chabot, † 1486, qu'on va retrouver un peu plus loin.

### Le Château vieux
« Par exception, la construction du château neuf n'a pas entraîné la destruction du vieux château qu'une circonstance inconnue a épargné. Il est curieux que le spectacle de ces deux logis, qui paraissent rassemblés à des fins didactiques pour permettre la comparaison du château médiéval avec le château moderne, n'ait pas retenu l'attention d'un historien de l'architecture. L'histoire de Verneuil reste à faire ».
Il est cependant fréquent, au XVIIIe siècle, de conserver la « grosse tour » du château seigneurial antérieur à l'occasion de la construction, ou de la reconstruction d'un château neuf ; voire d'intégrer ces éléments dans le corps même de l'édifice neuf, comme au château de Grillemont, sur la commune de La Chapelle-Blanche-Saint-Martin, à 20 km à l'ouest de Verneuil. Dans tous les cas, la volonté du maître d'ouvrage est de conserver le symbole seigneurial associé aux droits seigneuriaux, la « grosse tour » ayant remplacé le donjon dans les châteaux gothiques tardifs.
« Le Château vieux est un important exemple de ces constructions (ou reconstructions) monumentales du XVe siècle, si nombreuses dans la région. »
La terre de Verneuil est vendue le 29 novembre 1438 par Louis II de Chabot à Jean Ier d'Oiron (Louis II céda aussi Précigny vers 1454 à Bertrand de Beauvau ; la nouvelle famille seigneuriale de Verneuil, les d'Oiron, d'Oyron ou Doyron, est dite issue d'Oiron/Oyron en Berry, et elle a détenu notamment Ajain/Agin et Gouzon dans la Marche, et La Gastelinière à Pozay-le-Vieil, ses armes étant d'argent à trois roses de gueules tigées et feuillées de sinople). Par héritage, la terre de Verneuil passe au fils de ce dernier, Jean II d'Oiron, puis à ses deux premières filles Anne et Louise d'Oiron. C'est l'un de ces personnages qui fait construire le Château vieux.
L'édifice se compose d'une partie du XVe siècle présentant deux ailes perpendiculaires et une tour cylindrique. Dans l'angle rentrant, une tour polygonale contient une vis de pierre. Les façades sont couronnées de mâchicoulis et de crénelages. Le donjon carré a été reconstruit vers 1850.
Après Jean II d'Oiron, on trouve son gendre Adrien Ier de Boufflers (né vers 1491-† vers 1535 ou avant 1585 ? ; époux de Louise d'Oiron en 1533, † 1560/1588, fille de Jean II d'Oiron x Isabelle d'Estouteville-Villebon, remariée à Robert de Sanzay qui † vers 1545 ?) ; puis son autre gendre Gabriel de Saint-Georges de Couhé de Vérac († avant 1558 ; x 1527 Anne d'Oiron), père de François, Gabriel, Françoise et Joachim de Saint-Georges (lui-même père d'Olivier, dont les enfants furent : autre Olivier, Madeleine, et Louise de Saint-Georges qui maria Jacques Ier de Caumont-La Force, fils aîné prédécédé du duc Henri-Nompar). Vers1660 (ou mieux 1644 ?), un des deux Olivier de Saint-Georges vend Verneuil aux Chaspoux.

### Le Château neuf et le marquisat
Au XVIIe siècle, le château de Verneuil est acheté par Jacques Ier Chaspoux (1606, + avt 1664), qui en fit hommage au roi le 14 novembre 1644, la châtellenie relevant directement du roi à cause du comté de Loches. Il avait épousé en 1634 Esther-Marie d'Archambault , et devint  conseiller d'État par brevet le 5 janvier 1649.
La terre de Verneuil passe ensuite par héritage à [son neveu ? Ou plutôt son fils] Jacques II Chaspoux (1630 ? né avant le mariage de ses parents ? +1707), trésorier de France à Tours (1663-74), puis lieutenant des gardes du corps de Monsieur, marié (tardivement ?) en 1681 à Claire Renaudot (1664-1720, petite-fille du créateur de la Gazette) ; dont une fille, Catherine, mariée en 1706 à François de Barbançois-Sarzay, et un fils :
Eusèbe-Jacques.(ca 1691/95-1747), introducteur des ambassadeurs entre 1725 et 1743, vicomte de Betz, baron du Roulet, seigneur de Saint-Flovier, Sainte-Julitte (à St-Flovier), Chaumussay, etc, au profit de qui la terre de Verneuil (et ses autres terres) est érigée en marquisat en avril 1746 ; mais il mourut peu après, le 2 janvier 1747 (l'enregistrement fut posthume en faveur de son fils, fait très rare). Il avait épousé Marie Bigres en 1719 (fille d'un simple secrétaire du roi), et fut père de : 
Eusèbe-Félix (1720-1791), 2e marquis de Verneuil et comte de Loches, seigneur de Ré, aussi introducteur des Ambassadeurs, charge que lui transmit son père, et qu'il céda en 1756 pour devenir le 29e et dernier Grand-échanson de France. Son épouse, Anne-Adélaïde de Harville (mariés en 1743, morte en 1761, ne lui donna que sept filles (et un garçon mort-né). Le nom et le titre s'éteignirent donc avec lui. Il mourut à Paris le 20 février 1791.
Leur fille aînée Adélaïde-Louise-Félicité (1744-1791) hérita le domaine de Verneuil, mais mourut à Poitiers un mois après son père ; il fut transmis dans sa descendance, de fille en fille, jusqu'en 1880 ; mais, par une étrange fatalité, le château vit s'éteindre successivement, après les Chaspoux, les trois autres familles qui l'ont possédé. Elle avait épousé (vers 1764) Charles-Gabriel-René Tiercelin d'Appelvoisin, marquis de La Roche du Maine, lieutenant-général (1743, † exécuté en 1794, dernier mâle de sa maison), d'où deux filles (parmi sept enfants, dont beaucoup morts jeunes). La cadette (°1773) fut marquise de Verteillac ; 
L'aînée, Aglaé-Louise-Charlotte d'Appelvoisin (°1771), héritière de Verneuil, fut mariée (en 1795, après la mort de ses parents) à Eustache-Achille-Louis-François de Borne-St-Etienne, comte de St-Sernin (1762-1817). Parmi leurs trois enfants, Achille-Gabriel (1797-1845), officier de dragons, resté célibataire (mort à Verneuil, le dernier mâle de sa maison), et Charlotte-Eliane de Borne-Saint-Etienne († 1875) eurent (successivement ?) le domaine. 
Éliane le transmit à son mari (épousé en 1827), Amédée-Hippolyte-Joseph-Charles-Chrysanthe de Raimond de Mo(u)rmoiron de Venasque, comte (ou marquis) de Modène (1777-1860), et à leurs deux enfants, Louis-François-Gaston (qui mourut en 1927, le dernier de sa maison), et Mathilde-Elisabeth de Raimond-Modène. Après le décès de leur mère, ceux-ci vendirent Verneuil le 2 septembre 1880 à Henriette-Adèle Dalle, veuve Morillon.

### Architecture et datation
Les premières monographies situent la construction du Château neuf après 1660 et l'attribuent à tort à Jules Hardouin-Mansart par confusion avec son petit-fils Jean Mansart de Jouy (1703-1783) qui oeuvra à Verneuil-sur-Indre entre 1739 et 1756.
La construction du château neuf dans les années 1750 est marquée par un retour au style Louis XIV sous l'impulsion de Blondel, qui donnait François Mansart en exemple à ses élèves. L'attribution du Château neuf à Jacques-Denis Antoine, architecte de l'Hôtel des Monnaies de Paris, dont la liste des réalisations mentionne un « château de Verneuil » non identifié est purement fantaisiste.
Le chantier de la famille Chaspoux, dont des deux marquis de Verneuil, Eusèbe-Jacques et Eusèbe-Félix, commanditaires du château, est clairement établi dans le fonds conservé aux Archives départementales d'Indre-et-Loire. On peut suivre l'avancement des travaux, menés conjointement sur le « château vieux » et le « château neuf » par Jean Mansart de Jouy et d'y retrouver les « derniers versements effectués à celui-ci, tant pour les travaux menés à Verneuil qu'à Paris ». 
Eusèbe-Félix, second marquis de Verneuil, de noblesse récente, fut le successeur de son père à la charge d'Introducteur des ambassadeurs et princes étrangers à la Cour. Dufort de Cheverny, se gaussait de ses modestes origines et de son « caractère fier, hautain et vaniteux ». 

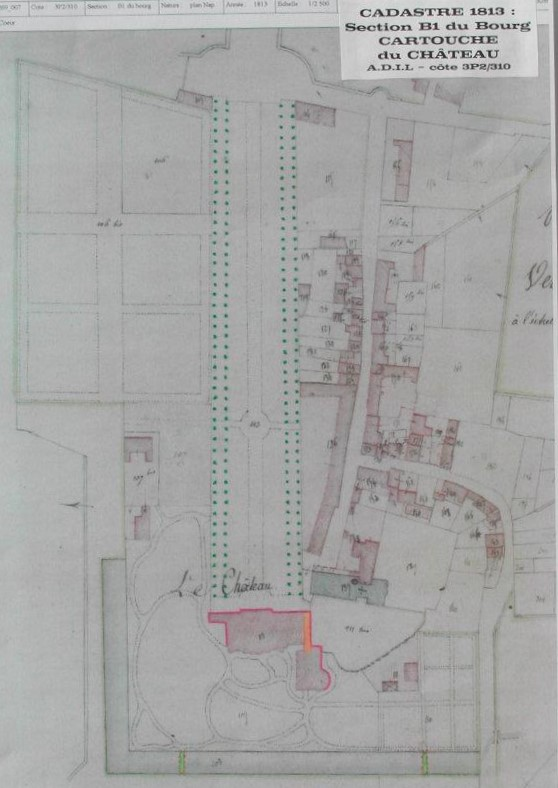
L'articulation des châteaux neuf et vieux de Verneuil-sur-Indre au sortir de la révolution française - d'après cadastre Napoléon.

La partie du XVIIIe siècle présente les trois travées centrales de ses deux façades dominées par un dôme à quatre versants amorti par un lanternon. Des pièces ont conservé leur décor de boiseries : celles du grand salon, restaurés par le décorateur Eric Pinson lors des restaurations menées au XIXe siècle par Mme Morillon, sont inscrites au titre de l'Inventaire supplémentaire des monuments historiques. L'aile basse sud a été modifiée au XIXe siècle, lors de la destruction du « corridor de liaison terrassé » qui réunissait en un seul et même édifice les châteaux neufs et vieux à la fin de l'intervention de Jean Mansart de Jouy en 1756. Cette liaison, encore représentée sur le cadastre Napoléon, a été détruite au début du XIXe siècle. 
Le cadastre napoléonien permet de relativiser le « plan dressé du grand projet dessiné par l'architecte Joseph Fournier » et daté de 1775, conservé aux Archives départementales d'Indre-et-Loire qui ne fut visiblement pas mis en œuvre.
Les restaurations menées par Madame Morillon de 1880 à 1904 ont laissé leur empreinte. Elles ont particulièrement affecté la grosse tour et les éléments du vieux logis : ce dernier avait été « habillé » en style XVIIIe pour mieux s'accorder au logis neuf auxquels il était relié. La restauration a supprimé ces aménagements de façade, ainsi qu'une construction ajoutée entre les deux ailes dudit logis vieux, dans laquelle se trouvait une « salle de bal ».
Une étude de ce château a été réalisée en 2018 par l'agence CARDO Architecture et Paysage à Meudon.

## Protection
- Les façades et les toitures, le vestibule d'entrée, le grand escalier, l'allée d'accès (cad. C 226, 238) sont inscrits sur l'inventaire supplémentaire des monuments historiques par arrêté du 25 avril 1975[21].